# Zinatra
Zinatra foi uma banda holandesa de hard rock. Lançaram seu álbum de estreia em 1988, que continha o single "Love or Loneliness", canção que foi sucesso na parada musical nacional, alcançando a posição #18. Os singles seguintes foram "Somewhere" and "Lookin' for Love". Mais tarde a banda foi o show de abertura do cantor David Lee Roth, em sua turnê chamada Skyscraper. No ano de 1989 a banda realizou uma turnê que passou pela África do Sul e América do Sul.
Em 1990, Robby Valentine entrou para banda, como tecladista, além de participar das composições. Na primavera de 1990, o segundo álbum, chamado The Great Escape foi lançado  e chegou a posição #72 nos Países Baixos. O primeiro single foi "There She Was", que alcançou a posição #48 nos Países Baixos. Os outros singles do álbum, "Love Never Dies" e "Two Sides of Love", não entraram em nenhuma parada musical. Em 1992 Robby Valentine deixou a banda. Mais tarde o vocalista Joss Mennen também deixou a banda, formando a banda Mennen.

## Discografia

### Álbuns de estúdio
| Título           | Detalhes do álbum                          | Posições na parada |
| Título           | Detalhes do álbum                          | NLD                |
| ---------------- | ------------------------------------------ | ------------------ |
| Zinatra          | - Lançamento: 1988 - Gravadora: NT Records | —                  |
| The Great Escape | - Lançamento: 1990 - Gravadora: Mercury    | 72                 |